# 土壤结持度
土壤结持度（英語：soil consistency）是指随含水量变化而呈现的土壤相态阶段。也称土壤稠度。例如，土壤从湿到干，依次有粘滞体、塑性体、酥性体和刚性体等结持度。它们的流变性、强度等力学性质有所不同。  在土地耕作、土质地基施工和泥塑土坯制造等工作，均应分别地选择在其适合的土塌结持度阶段进行。土壤结持度的概念是1911年瑞典土壤学家阿尔贝特·阿特贝首先提出的，用以衡量结持度的指标是阿特贝限。
对细质地土壤来说，从湿到干可划分出4—6种结持度阶段，其各分界点含水量（阿特贝限）也甚为显明。而在粗质地土壤中，结持度阶段及阿特贝限均不明显甚至有缺失。土壤结持度阶段的变化，是由于在不同的含水量时土壤的粘滞、粘着、可塑、粘结等基本力学性质先后出现、增强和减弱、消失，在它们的综合影响下，土壤就呈现出不同的物理相态——结持度，而且它们的各项综合力学性质——流变性、强度以及应力 - 应变关系等均显示出巨大的差别。因此，土壤结持度及其指标的概念和测定方法，是土壤耕作动力学、土力学和土工工程建设中的重要问题。土壤各项力学性质和结持度出现的含水量范围及其强弱变化，与土壤比面大小和表面性质的关系密切，而后两者则决定于土壤质地、粘土矿物类型、交换性阳离子数量组成和有机质等因素，因而在不同质地结构的土壤中差别很大。

## 粘滞结持度
粘滞结持度指含水量高的土壤悬液和泥浆，可在重力作用下克服其粘滞力（内摩擦力）而呈液态流动即粘滞流（牛顿流）。在此含水量范围内，土壤不粘时于外物如犁壁、副泥刀上，可发生震凝现象。通常，水田土壤的表层含水量高，多处于此时段。此时无粘着性、无塑性、粘结性弱或无，耕作阻力小，故水田多在此阶段进行带水耕作；但应注意细质地水田，因土壤软烂、承载力小，拖拉机车轮易于下陷打滑，皮帆机械操作还会破坏良好的结构体和耕层构造。粘滞结持度的含水量下限，即它与塑性结持度的分界点含水量是流限。
粘滞结持度阶段可进一步分为薄浆结持度与浓浆结持度。前者的含水量更高，粘滞力小而粘滞流快，后者含水量较低，粘滞流较慢。还有人把凝聚限含量作为上述两个分阶段的阿特贝限。但是，凝聚限饱含水量值大小，不仅决定于影响比面大小和表面性贡的土壤固相组成诸因素，而且还受液相（土壤水及外加的水）浓度、组成的影响。

## 塑性结持度
呈现塑性的土壤物理相态阶段，称为塑性体或塑性流。它的含水量上、下限分别是流限与塑限，两者合称塑性限。当施加外力时，一旦当外力超过此土壤的塑变值（主要决定于其粘结力大小）时，土壤呈现塑性流（或称宾厄姆流）。或者，土壤可在外力作用下塑造成任意的形状。塑性是带水膜的片状粘粒子互相滑动并定向排列所致。故它只呈现于细质地土壤（各种塑性土）中，而粗质地土壤（非塑性土）多缺失此阶段。在塑性结持度范围内，土壤适宜于制造砖瓦、陶瓷器的泥坯，制造泥塑工艺品和塑造庙宇神像等；但不宜于进行土壤耕作，因为，此时犁耕翻转的土块、堡条等不会破碎，而且易发生粘闭现象，破坏土壤结构体，妨碍透气导水。
有人主张，对于有的细质地土壤来说，可在粘滞结持度与塑性结持度之间，再分出一个阶段，称为粘韧结持度。它与塑性结持度之间的分界点含水量（阿特贝限）是脱粒点。粘韧结持度的含水量比塑性结持度高，具有钻着性，故其耕作阻力比塑性结持度要大，而且易发生硬泥球现象，更容易沉陷和粘闭，所以更不宜于进行耕作。

## 酥性结持度
也称酥软结持度或酥脆结持度，它是最适宜于进行耕作的土壤相态阶段。在此段含水且范围内，土壤括结性弱，塑性和粘着性不显，耕作阻力很小，易于形成和保持良好的团聚体，造成良好的上松下紧的耕层构造和土体构造，土体有一定强度而能抵抗农机具的压实和压板，利于吸水保水和透水通气。酥性结持度的上、下限含水量分别是塑限与缩限，两者含水量之差称为酥性指数或酥性值。此值越大，即土壤宜耕含水量越大，则宜耕时间越长，耕作安排更加容易。

## 刚性结持度
细质地土壤在干燥时粘结成坚硬的土块，也称坚硬(或硬性)结持度。此时，粘结力极强，耕耙耪等作业难以破碎土块，或把土块表面磨削下成为粉屑，耕作质量差，机具磨损大，故不宜于进行耕耙作业。但是，此时的土壤强度大，承压力强，利于车辆和农业机器的行走、运输。刚性结持度的含水量上限是缩限，下限则是风干或烤干状态。粗质地土壤中缺少粘粒，干燥时的粘结性弱，土体松散，故缺少刚性结持度阶段。